# Orthochromis
Orthochromis è un genere di ciclidi haplochromini nativo dei fiumi dell'Africa Occidentale, Centrale, Meridionale, e Orientale.

## Specie
Vi sono attualmente 14 specie riconosciute in questo genere:
- Orthochromis kalungwishiensis (Greenwood & Kullander, 1994)
- Orthochromis kasuluensis (De Vos & Seegers, 1998)
- Orthochromis luichensis (De Vos & Seegers, 1998)
- Orthochromis luongoensis (Greenwood & Kullander, 1994)
- Orthochromis machadoi (Poll, 1967)
- Orthochromis malagaraziensis (David, 1937)
- Orthochromis mazimeroensis (De Vos & Seegers, 1998)
- Orthochromis mosoensis (De Vos & Seegers, 1998)
- Orthochromis polyacanthus (Boulenger, 1899)
- Orthochromis rubrolabialis (De Vos & Seegers, 1998)
- Orthochromis rugufuensis (De Vos & Seegers, 1998)
- Orthochromis stormsi (Boulenger, 1902)
- Orthochromis torrenticola (Thys van den Audenaerde, 1963)
- Orthochromis uvinzae (De Vos & Seegers, 1998)